# HMS Lawford (K514)
HMS Lawford (K514) là một tàu frigate lớp Captain của Hải quân Hoàng gia Anh hoạt động trong Chiến tranh Thế giới thứ hai. Nó nguyên được Hoa Kỳ chế tạo như chiếc DE-516, một tàu hộ tống khu trục lớp Evarts, và chuyển giao cho Anh Quốc theo Chương trình Cho thuê-Cho mượn (Lend-Lease). Nó là chiếc tàu chiến thứ hai của Hải quân Anh được đặt tên theo Đô đốc Sir John Lawford (khoảng 1756–1842) người từng tham gia các cuộc Chiến tranh Cách mạng Hoa Kỳ, Chiến tranh Cách mạng Pháp và Chiến tranh Napoleon. Nó đã phục vụ trong chiến tranh cho đến khi bị bom lượn phóng từ máy bay Đức đánh chìm tại bãi Juno trong khuôn khổ cuộc Đổ bộ Normandy vào ngày 8 tháng 6, 1944.

## Thiết kế và chế tạo
Những tàu frigate lớp Captain thuộc phân lớp Evarts có chiều dài chung 289 ft 5 in (88,21 m), mạn tàu rộng 35 ft 1 in (10,69 m) và độ sâu mớn nước khi đầy tải là 8 ft 3 in (2,51 m). Chúng có trọng lượng choán nước tiêu chuẩn 1.140 tấn Anh (1.160 t); và lên đến 1.430 tấn Anh (1.450 t) khi đầy tải. Hệ thống động lực bao gồm bốn động cơ diesel General Motors Kiểu 16-278A nối với bốn máy phát điện để vận hành hai trục chân vịt; công suất 6.000 hp (4.500 kW) cho phép đạt được tốc độ tối đa 21 kn (24 mph; 39 km/h), và có dự trữ hành trình 4.150 nmi (4.780 mi; 7.690 km) khi di chuyển ở vận tốc đường trường 12 kn (14 mph; 22 km/h).
Vũ khí trang bị bao gồm ba pháo 3 in (76 mm)/50 cal trên tháp pháo nòng đơn có thể đối hạm hoặc phòng không, một khẩu đội 1,1 inch/75 caliber bốn nòng và chín pháo phòng không Oerlikon 20 mm. Vũ khí chống ngầm bao gồm một dàn súng cối chống tàu ngầm Hedgehog Mk. 10 (có 24 nòng và mang theo 144 quả đạn); hai đường ray Mk. 9 và tám máy phóng K3 Mk. 6 để thả mìn sâu.
DE-516 được đặt lườn tại Xưởng hải quân Boston ở Boston, Massachusetts vào ngày 9 tháng 7, 1943, và được hạ thủy vào ngày 13 tháng 8, 1943. Con tàu được chuyển giao cho Anh Quốc vào ngày 3 tháng 11, 1943, và nhập biên chế cùng Hải quân Hoàng gia Anh như là chiếc HMS Lawford (K514) dưới quyền chỉ huy tạm thời của quyền Hạm trưởng, Thiếu tá Hải quân Sydney Ayles.

## Lịch sử hoạt động
Trong quá trình phục vụ cùng Hải quân Hoàng gia Anh, Lawford hoạt động trong vai trò chính là hộ tống các đoàn tàu vận tải vượt Đại Tây Dương và tại khu vực eo biển Manch từ năm 1943 đến năm 1944.
Lawford nằm trong số ba tàu frigate lớp Captain (cùng với Dacres (K472) và Kingsmill (K484)) được chọn để cải biến thành tàu chỉ huy nhằm phục vụ cho Chiến dịch Neptune, hoạt động hải quân trong khuôn khổ cuộc Đổ bộ Normandy vào ngày 6 tháng 6, 1944. Pháo 3 in (76 mm) cùng toàn bộ thiết bị mìn sâu phía đuôi tàu được tháo dỡ, và cấu trúc thượng tầng được kéo dài để lấy chỗ cho nhân sự Ban tham mưu. Hai nhà tạm cấu trúc trên sàn tàu để chứa thiết bị thông tin, bổ sung một cột ăn-ten để tăng cường thiết bị liên lạc và các dàn radar mới. Hỏa lực phòng không cũng được tăng cường thêm bốn khẩu Oerlikon 20 mm.
Trong chiến dịch đổ bộ, tại vị trí ngoài khơi bãi Juno vào ngày 8 tháng 6, Lawford bị đánh trúng trong một đợt không kích và bị đánh chìm; 37 thành viên thủy thủ đoàn của nó đã tử trận. Báo cáo tóm tắt tổn thất chính thức của Hải quân Anh cho rằng con tàu bị một quả ngư lôi thả từ máy bay đánh trúng. Tuy nhiên kết quả từ một cuộc lặn khảo sát trong loạt phóng sự truyền hình "Wreck Detectives" của kênh truyền hình Channel 4 vào năm 2003 tìm thấy những chứng cứ rằng con tàu bị vỡ và đắm bởi một vụ nổ từ bên trong, chứng tỏ nó bị đánh trúng một hay nhiều quả bom hay bởi một kiểu tên lửa điều khiển sơ khai vào thời đó, có thể là kiểu bom lượn Hs-293 hoặc Fritz X. Có thể thuật ngữ "aerial torpedo" (ngư lôi phóng từ máy bay) mà Hải quân Anh sử dụng trong bản báo cáo lúc đó có thể bao gồm cả các kiểu tên lửa điều khiển.
Xác tàu đắm của Lawford hiện đang nằm ở độ sâu 21 m (69 ft), tại tọa độ 49°25′43″B 00°23′47″T / 49,42861°B 0,39639°T.